# Дунсдорф, Эдгар
Эдгар Дунсдорф (латыш. Edgars Dunsdorfs; 1904, Салдус — 2002, Мельбурн) — латвийский и австралийский историк, педагог, профессор Латвийского (1943—1944), Балтийского (1946—1948) и Мельбурнского университетов (1968). почётный член Академии наук Латвии (1990). Один из наиболее выдающихся латвийских историков, изучавших общую и экономическую историю Латвии.
Почётный гражданин города Салдуса (Латвия).

## Биография
Сын мельника. В 1929—1933 годах обучался праву и экономике в Латвийском университете. Изучал материалы по истории латвийской экономики в шведских архивах Стокгольма. В 1933 получил степень магистра экономики.
В 1938 году стал доцентом Латвийского университета, в 1939 году — экстраординарным профессором, в 1943 году — профессор истории альма матер. В 1944 — доктор экономических наук. Тогда же стал деканом факультета экономики народного хозяйства Латвийского университета.
В конце Второй мировой войны уехал в Германию, где работал в Грайфсвальдском научно-исследовательском институте по изучению острова Рюген. С 1945 преподавал в латышской гимназии Любека. С 1946 по 1948 год читал лекции в Балтийском университете в Гамбурге.
В 1948 году переехал в Австралию, где работал в Мельбурнском главном офисе Латвийского общества (1949—1950).
В 1956 году получил степень магистра в области маркетинга, в 1957 году был приглашенным профессором Калифорнийского университета в Беркли (США).
С 1963 — профессор истории в Университете Мельбурна, в 1968 году был избран профессором Университета Мельбурна, был деканом факультета истории.
Умер в 2002 году в Мельбурне. Его прах захоронен в урне на кладбище Райниса в Риге, где ему установлен памятник работы скульптора Индулиса Ранки.

## Научная деятельность
Кроме педагогической деятельности, в университете Мельбурна продолжил изучение истории Латвии и написал три значительных по объёму работы, охватывающих период с 1500 до 1800 год.
Автор 59 трудов, среди которых наиболее известны:

### Избранная библиография
- Actus revisionis Livoniae 1638 (1941).
- Die Bevölkerungszahl in Kurzeme (Kurland) (1947).
- Der Grosse schwedische Kataster in Livland 1681—1710 (1950).
- Latvijas vēsture 1600—1710 (1962).
- Latvijas vēsture 1500—1600 (1964).
- Latvijas vēsture 1710—1800 (1973).

## Награды
- премия Латвийского культурного фонда (1936)
- премия К. Барона (Латвия, 1939, 1990)
- премия культурного фонда Американской латвийской ассоциации (1962)
- почётный член Академии наук Латвии (1990)
- Большая медаль Академии наук Латвии (1994)
- почётный гражданин Салдуса
- Офицер ордена Трёх звёзд (1995)[1]